# Celles (Charente-Maritime)
Celles – miejscowość i gmina we Francji, w regionie Nowa Akwitania, w departamencie Charente-Maritime.
Według danych na rok 1990 gminę zamieszkiwało 280 osób, a gęstość zaludnienia wynosiła 47 osób/km² (wśród 1467 gmin regionu Poitou-Charentes Celles plasuje się na 731. miejscu pod względem liczby ludności, natomiast pod względem powierzchni na miejscu 1034.).